# 삼계석문 암각서
삼계석문 암각서는 대한민국 전라북도 진안군 마령면에 있다. 2016년 12월 28일 진안군의 향토문화유산(유형) 제5호로 지정되었다. 1590년 새겨진 암각서로, 최치원의 유풍이 남아 있는 중요한 자료이다.